# NGC 64
NGC 64 là một thiên hà xoắn ốc có rào chắn được phát hiện bởi Lewis Swift vào năm 1886 và nằm trong chòm sao Kình Ngư.